# Pierre-François Lafitau
Pierre-François Lafitau, né le 7 février 1685 à Bordeaux et mort le 5 avril 1764, à Sisteron, est un jésuite, un homme de lettres, un agent diplomatique, un évêque de Sisteron et un abbé commendataire de Notre-Dame de Corneville. Il est le frère cadet du jésuite, historien et botaniste Joseph François Lafitau.
Pierre-François Lafitau s'est engagé dans les querelles concernant le jansénisme. Quoique fortement lié à la couronne de France et à la famille royale, il se situe résolument dans le camp des évêques qui voient des hérétiques un peu partout, et qui prétendent appliquer les directives romaines.
En 1737, il publie L'histoire de la Constitution Unigenitus qui fit, à l'époque, beaucoup de bruit. Outre cet ouvrage, on lui doit une Vie de Clément XI, des sermons et des conférences pour les missions.

## Biographie
Pierre-François Lafitau réside chez les Jésuites à Rome, vers 1718, et parvient à devenir familier du cardinal Joseph-Emmanuel de La Trémoille, ambassadeur de France auprès du Saint Siège. Il est chargé par Guillaume Dubois, ministre Philippe d'Orléans d’œuvrer à sa promotion au titre de cardinal. En contrepartie, Guillaume Dubois obtient du régent qu'il appuie son ambition pour la pourpre et qu'il nomme Pierre-François Lafitau évêque de Sisteron le 1er novembre 1719.
Le ministre et son compère échangent alors une curieuse correspondance codée, dans laquelle Guillaume Dubois apparait sous le nom de « Madame de Gadagne », qui finit par intriguer le Jean-Baptiste Colbert de Torcy, le grand maître des postes, qui en avertit le régent.
Le décès du cardinal de La Trémoille, 8 janvier 1720, laisse vacant l'archévêché de Cambrai qui est l'un des plus riches de France. Guillaume Dubois use de ses bonnes relations avec James Stanhope, ministre des Affaires du roi d'Angleterre George Ier pour convaincre le régent de le nommer à ce siège. Mais dès le 6 janvier 1720, Philippe d'Orléans donne lui-même commission à Pierre-François Lafitau des fonctions d'ambassadeur auprès du Saint Siège que le cardinal de La Trémoille exerçait avant sa mort et lui confie la mission de faire accepter, par Clément XI, la nomination de Guillaume Dubois au siège de Cambrai.
Pierre-François Lafitau est sacré le 10 mars 1720, dans l'église Saint-Louis-des-Français de Rome, par le cardinal Philippe-Antoine Gualterio, l'archevêque titulaire de Cyrène, Prospero Marefoschi, et l'évêque titulaire d'Amasea (de), Jean-Christophe Battelli (it) (en italien : Giovanni Cristoforo Battelli). Ces trois prélats font partie de ceux sur lesquels Guillaume Dubois s'appuie pour mener ses intrigues à la cour du Pape.
Clément XI finit par consentir, en avril 1720, à la nomination de Guillaume Dubois au siège de Cambrais, et celui-ci est sacré, le 20 juin 1720, à l'église du Val-de-Grâce par le cardinal Armand Gaston Maximilien de Rohan, Louis de La Vergne-Montenard de Tressan, alors évêque de Nantes, et Jean-Baptiste Massillon, évêque de Clermont-Ferrand, dans le cadre d'une cérémonie fastueuse suivie d'une réception non moins luxueuse au Palais-Royal.
Guillaume Dubois n'en continue pas moins à utiliser toutes les pistes afin de circonvenir le pape et d'obtenir la pourpre cardinalice. L'entourage du pape s'en sert pour avancer les exigences les plus diverses comme une pension en faveur de Jacques François Stuart, éternel prétendant malheureux au trône anglais, dont le train de vie pèse sur les finances papales, ou avancer la carrière ecclésiastique des neveux du pape, ou encore tenter d'obtenir de la république de Gênes, l'arrestation du cardinal Jules Alberoni que Philippe V vient de chasser d'Espagne en application des clauses de la Paix de La Haye.
Le 26 octobre 1720, Pierre-François Lafitau obtient du pape Clément XI, un bref apostolique, donné sous l'Anneau du pêcheur, à Sainte-Marie-Majeure qui concède aux fidèles du diocèse de Sisteron, touchés par la peste et qui en mourront, une indulgence plénière.

Pierre-François Lafitau obtient de Clément XI, le 31 décembre 1720, alors que l'on annonce la naissance de Charles Édouard Stuart, la promesse d'attribuer au ministre, le premier chapeau cardinalice vacant, qu'il lui fait parvenir, mais que le pape a présentée comme une faveur accordée à Jacques François Stuart et qui met l'aspirant cardinal en fureur : 

« En vérité, c'est un chef d’œuvre de dextérité que l'engagement que vous avez tiré du Pape. La discorde l'aurait fabriqué elle-même, qu'elle n'aurait rien pu imaginer de pire. M. le Régent est outragé, le prétendant compromis, et je suis couvert, aux yeux de l'Europe, de ridicule et de preuves de trahison. Je n'ai plus qu'à souhaiter que cet écrit ne soit vu de personne, et qu'il tombe éternellement dans l'oubli »

— Guillaume Dubois
.
Clément XI meurt le 19 mars 1721, et fait remettre à Pierre-François Lafitau, par son neveu, Carlo Albani prince de Soriano, un oratoire qu'il lui lègue, mais Guillaume Dubois n'obtient le titre de cardinal que le 26 juillet 1721 par la faveur d'Innocent XIII qui lui devait probablement quelque service. Pierre-François Lafitau n'hésite néanmoins pas, dans une polémique avec les partisans de Pasquier Quesnel, en 1734, à s'attribuer le mérite de la négociation et à affirmer détenir la preuve de la promesse faite par Clément XI à Guillaume Dubois.
La sépulture de Pierre-François Lafitau se trouve à la Chapelle Notre-Dame-des-Anges de Lurs.

## Les œuvres
- Pierre-François Lafitau, Réfutation des anecdotes, adressée à leur auteur par messire Pierre-François Lafitau évêque de Sisteron Ci-devant chargé des affaires du Roy auprès du Saint Siége, Aix-en-Provence, Joseph David, 1734 (lire en ligne).
- Pierre-François Lafitau, Histoire de la constitution Unigenitus par Messire Pierre-François Lafitau, évêque de Sisteron, ci-devant chargé des affaires du Roi auprès du Saint Siège, Tome 1, Avignon, Pierre Delaire, 1746 (lire en ligne).
- Pierre-François Lafitau, Histoire de la constitution Unigenitus par Messire Pierre-François Lafitau, évêque de Sisteron, ci-devant chargé des affaires du Roi auprès du Saint Siège, Tome 1, Avignon, Fortunat Labaye, 1753 (lire en ligne).
- Pierre-François Lafitau, Histoire de la constitution Unigenitus par Messire Pierre-François Lafitau, évêque de Sisteron, ci-devant chargé des affaires du Roi auprès du Saint Siège, Tome 2, Liège, Charles Collette, 1741, 32 p. (lire en ligne).
- Pierre-François Lafitau, Oraison funèbre de très-haut, très-excellent, et très-puissant prince Philippe V, roy d'Espagne et des Indes, prononcée dans l'église de Notre-Dame le 15 décembre 1746, en présence de Monseigneur le Dauphin, par M. Pierre-François Lafitau, évêque de Sisteron, Paris, Durand, 1746, 32 p. (lire en ligne).
- Pierre-François Lafitau, Oraison funèbre de très-haut, très-excellent, et très-puissant prince Philippe V, roy d'Espagne et des Indes, prononcée dans l'église de Notre-Dame le 15 décembre 1746, en présence de Monseigneur le Dauphin, par M. Pierre-François Lafitau, évêque de Sisteron, Lyon, Frères Duplain, 1746, 32 p. (lire en ligne).
- Pierre-François Lafitau, La vie de Clement XI, souverain pontife, Volume I, Padoue, Jacques Manfré, 1752, 297 p. (lire en ligne).
- Pierre-François Lafitau, La vie de Clement XI, souverain pontife, Volume II, Padoue, Jacques Manfré, 1752, 294 p. (lire en ligne).
- Pierre-François Lafitau, Retraite Spirituelle pour les Religieuses Par Messire Pierre-François Lafitau Evêque de Sisteron, Paris, Chez Jean-Thomas Hérissant, Imprimeur-Libraire, 1760 (lire en ligne)